# Frank Shamrock
Frank Shamrock, geboren als Frank Alisio Juarez III (Santa Monica, 8 december 1972), is een Amerikaans-Mexicaans voormalig MMA-vechter. Hij was van december 1997 tot november 1999 de eerste UFC-kampioen in de klasse tot 93 kilo (toen genaamd middengewicht, in 2001 hernoemd tot lichtzwaargewicht). Hij werd in 2003 ook de eerste kampioen lichtzwaargewicht van de organisatie World Extreme Cagefighting (WEC) en was van juni 2007 tot maart 2008 de eerste kampioen middengewicht (tot 84 kilo) van Strikeforce.
Shamrock is een jongere (adoptie)broer van Ken Shamrock.

## Carrière
Shamrock verbleef in zijn tienerjaren bij verschillende pleeggezinnen tot hij uiteindelijk in huis werd genomen door Bob Shamrock. Die hielp op die manier honderden bezwaarde jongens. De adoptie werd op zijn 21ste officieel.
Shamrock begon in de jaren negentig met trainen in gevechtstijlen gebaseerd op submissie (verwurging of houdgreep). Hij ging mee naar de gevechten van zijn broer Ken en werd lid van diens team, Lion's Den. Hij maakte in december 1994 zelf zijn debuut, Die dag won hij op basis van een unanieme jurybeslissing van Bas Rutten. Shamrock had in zijn eerste jaren binnen de wereld van MMA wisselend succes. Van zijn eerste zeven gevechten won hij er drie, verloor hij er drie en eindigde er één gelijk. Nadat hij vervolgens zes tegenstanders op rij versloeg, verloor hij weer vier van zijn volgende vijf partijen.

### UFC
Shamrock had net weer drie tegenstanders op rij verslagen toen hij in december 1997 debuteerde onder de vlag van de UFC. Hij vocht die dag direct voor de eerste te vergeven titel in de klasse tot 93 kilo van de organisatie. Hij won door Kevin Jackson in zestien seconden tot submissie te dwingen (armklem). Shamrock verdedigde zijn titel daarna vier keer, tegen Igor Zinoviev (knock-out), Jeremy Horn, John Lober en Tito Ortiz (drie keer submissie).

### WEC
Twee maanden na zijn overwinning op Ortiz verliet Shamrock de UFC. Daarmee gaf hij automatisch zijn titel op. Hij stopte met MMA en won in december 2000 een K-1-wedstrijd van Elvis Sinosic (verdeelde jurybeslissing). Shamrock keerde 3,5 jaar na zijn laatste MMA-partij niettemin op 27 maart 2003 terug in de sport en vocht meteen voor een titel, nu die van de WEC. Die won hij net als die van de UFC door in de eerste ronde zijn tegenstander tot submissie te dwingen middels een armklem. Het slachtoffer heette deze keer Bryan Pardoe.

### Strikeforce
Shamrock verdedigde zijn titel deze keer helemaal niet voor hij vijf maanden later ook de WEC verliet, nu om te tekenen voor Strikeforce. Daarbij zakte hij ook een gewichtsklasse, tot die tot 84 kilo. Shamrock sloeg in zijn eerste Strikeforce-partij Cesar Gracie in twintig seconden knock-out. Daarop mocht hij op 22 juni 2007 vechten voor de eerste te vergeven titel in het middengewicht van de organisatie. Hij nam die dag Phil Baroni in een wurggreep (rear-naked choke) en hield die vast tot zijn tegenstander na vier minuten in de tweede ronde het bewustzijn verloor. Cung Le was negen maanden later de eerste en enige in Shamrocks carrière die hem een titel afnam in een gevecht. De twee vochten drie ronden van vijf minuten, waarna Shamrock opgaf naar aanleiding van een door Le's trappen gebroken arm.
Shamrock vocht na zijn nederlaag tegen Le, nog één keer, in april 2009. Nick Diaz versloeg hem die dag een minuut voor het einde van de tweede ronde middels een technische knock-out. In juni 2010 maakte hij bekend dat hij stopte met MMA.

## Overig
Shamrock is te horen als commentator in het in 2010 verschenen computerspel EA Sports MMA. Hij deed in 2013 als coach mee aan het televisieprogramma Fight Master: Bellator MMA. Hierin konden aspirerende MMA-vechters middels een onderling afvaltoernooi een plek verdienen bij Bellator MMA.